# Sergeï Teretschenkov
Sergeï Semionovitch Teretschenkov (Сергей Семёнович Терещенқов) est un coureur cycliste soviétique sur piste né le 27 avril 1938 à Olsha, Smolensk, Russie (URSS) et mort le 11 avril 2006.
Intégré dans l'équipe d'URSS de poursuite par équipes en 1963, il participe à la victoire soviétique au Championnat du monde de cette discipline de 1963. Il ajoute un second succès dans cette épreuve en 1965 au championnat du monde de San Sebastian. Participant aussi à la poursuite individuelle des championnats du monde, il n'atteint les 1/4 de finale qu'en 1965. Il participe aux Jeux olympiques de Tokyo

## Palmarès
- 1963
  -  Champion du monde de poursuite par équipes amateurs (avec Stanislav Moskvine, Arnold Belgardt et Viktor Romanov)
- 1964
  -  3e du championnat du monde de poursuite par équipes amateurs (avec Stanislav Moskvine, Arnold Belgardt, Leonid Kolumbet)
  - 5e du contre-la-montre des Jeux olympiques de Tokyo de la poursuite par équipes (avec Stanislav Moskvine, Leonid Kolumbet et Dzintars Lācis)
- 1965
  -  Champion du monde de poursuite par équipes amateurs (avec Stanislav Moskvine, Mikhaïl Kolyuschev et Leonid Vukolov)